# Haebaru
Haebaru (南風原町?) è una cittadina giapponese della prefettura di Okinawa.